# Novomîhailivka, Dolînska
Novomîhailivka (în ucraineană Новомихайлівка) este un sat în comuna Oleksandrivka din raionul Dolînska, regiunea Kirovohrad, Ucraina.

## Demografie
Componența lingvistică a localității Novomîhailivka
     Ucraineană (97,58%)
     Rusă (2,42%)
Conform recensământului din 2001, majoritatea populației localității Novomîhailivka era vorbitoare de ucraineană (97,58%), existând în minoritate și vorbitori de rusă (2,42%).